# De snelheidsbegrenzer
De snelheidsbegrenzer is een stripalbum dat voor het eerst is uitgegeven in oktober 1999 met Christophe Blain als schrijver en tekenaar en Yves Amateis als grafisch ontwerper. Deze uitgave werd uitgegeven door Dupuis in de collectie vrije vlucht.